# Акопянц, Юрий Владимирович
Юрий Владимирович Акопянц (8 марта 1978, Таганрог) — российский художник-акварелист.

## Биография
Родился 8 марта 1978 года в Таганроге.
Первые уроки живописи получил в Таганрогской детской художественной школе (класс Леонида Стуканова).
Специального художественного образования Юрий Акопянц не получил. Уроки акварельной техники «А la prima» Акопянц брал у Джозефа Збуквича, изучая его видеоуроки в Интернете.
Живёт и работает в Таганроге.

## Работы находятся в собраниях
- Музей современного изобразительного искусства на Дмитровской, Ростов-на-Дону.
- Собрание Управления культуры при акимате г. Нур-Султан, Казахстан.
- Галерея ZHDANOV, Таганрог.
- Частные коллекции России, США, Италии, Казахстана.

## Персональные выставки
- 2022 — «Таганрогский ритм жизни». Выставочный зал ТЦГПБ им. А. П. Чехова, Таганрог[6].
- 2020 — «Венеция—Санкт-Петербург и ещё кое-что». Выставочный зал ТЦГПБ им. А. П. Чехова, Таганрог.
- 2018 — «Юрий Акопянц. В поиске городских историй». Пространство «Книжный», Ростов-на-Дону.
- 2014 — «Юрий Акопянц». Пространство «Циферблат», Ростов-на-Дону[7].
- 2014 — «А la prima: выставка акварели Юрия Акопянца». Музей современного изобразительного искусства на Дмитровской, Ростов-на-Дону[2][4][8].
- 2013 — «Юрий Акопянц». Выставочный зал ТЦГПБ им. А. П. Чехова, Таганрог.

## Галерея

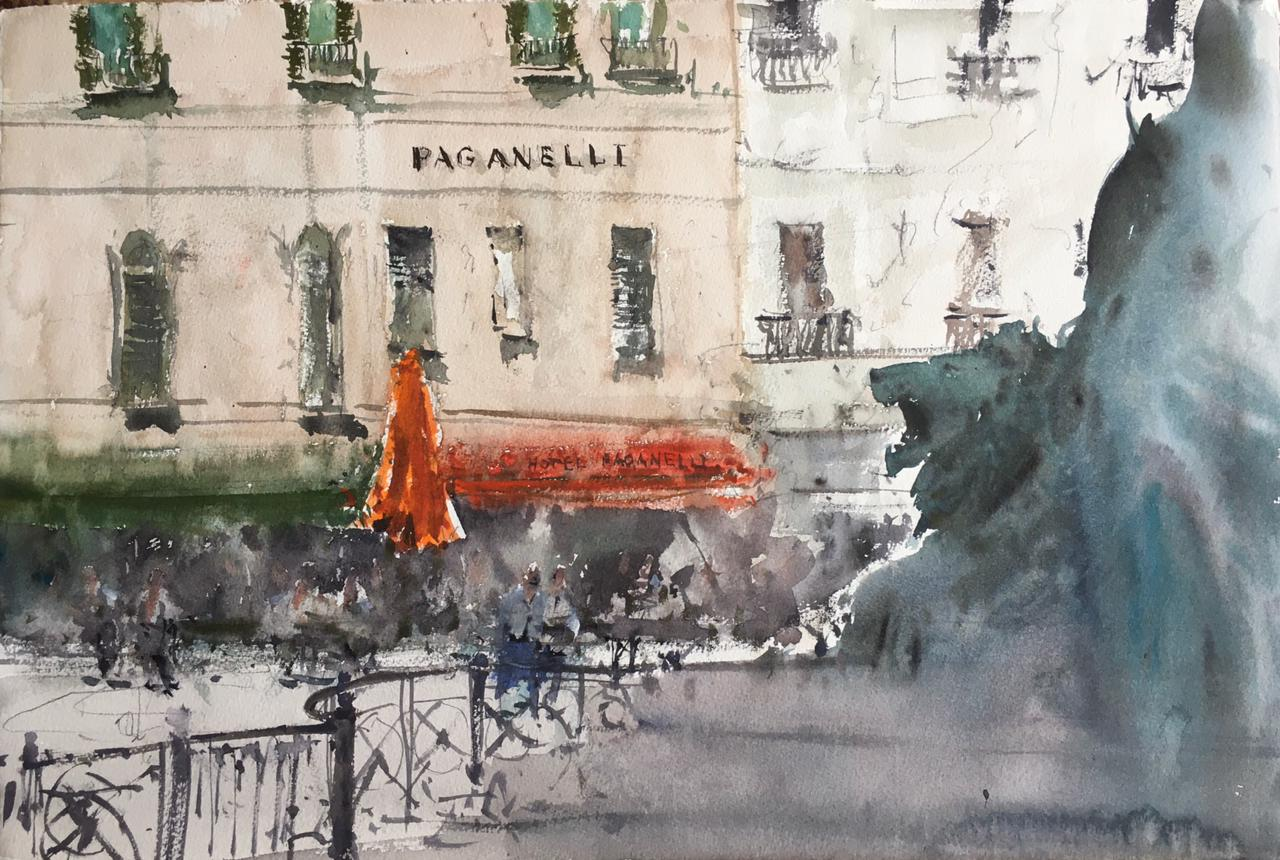
«Венеция. Отель „Paganelli“» Б/г, 38х54, 2020
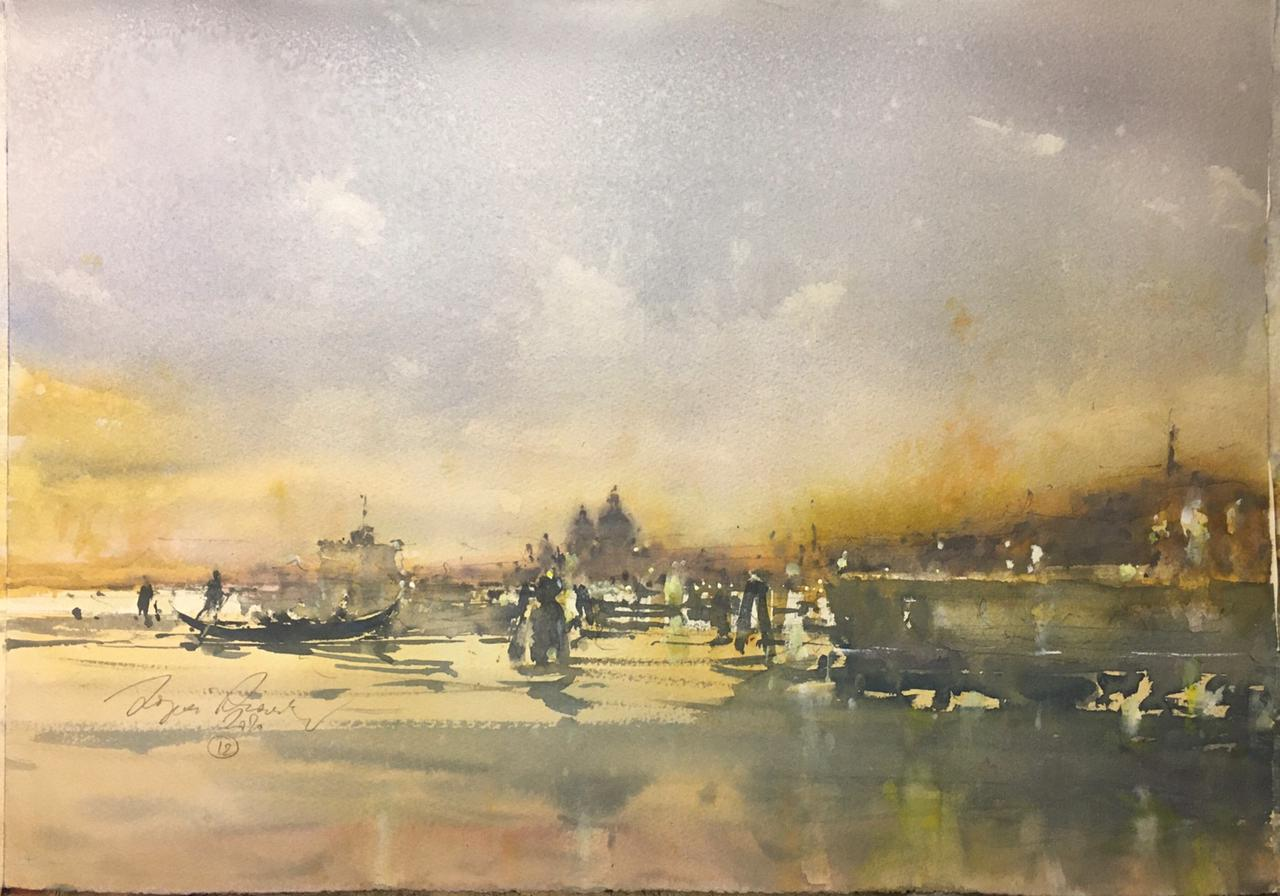
«Лагуна» Б/г, 38х54, 2021
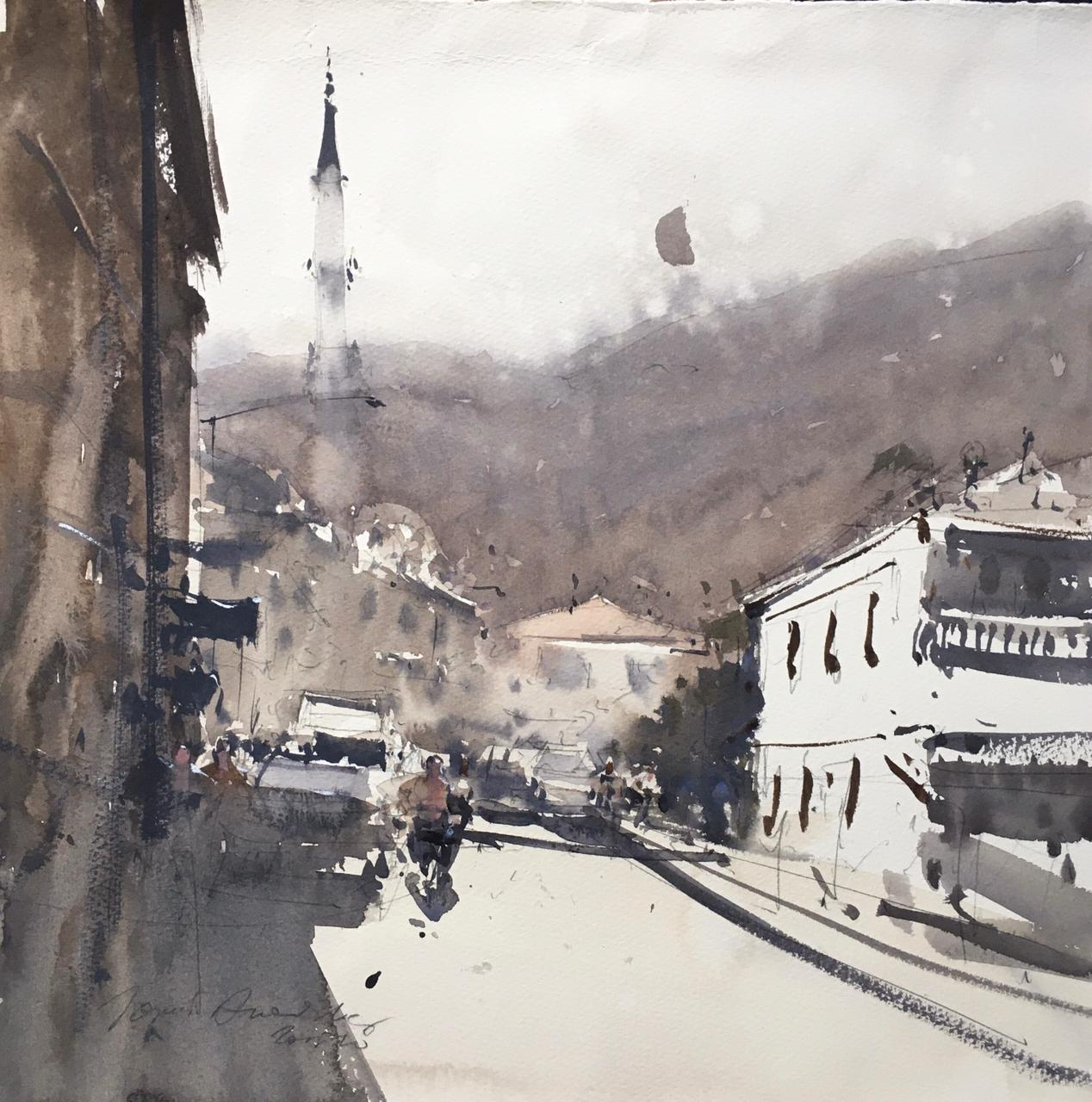
«Мечеть в Датче, Турция» Б/г, 38х38, 2018
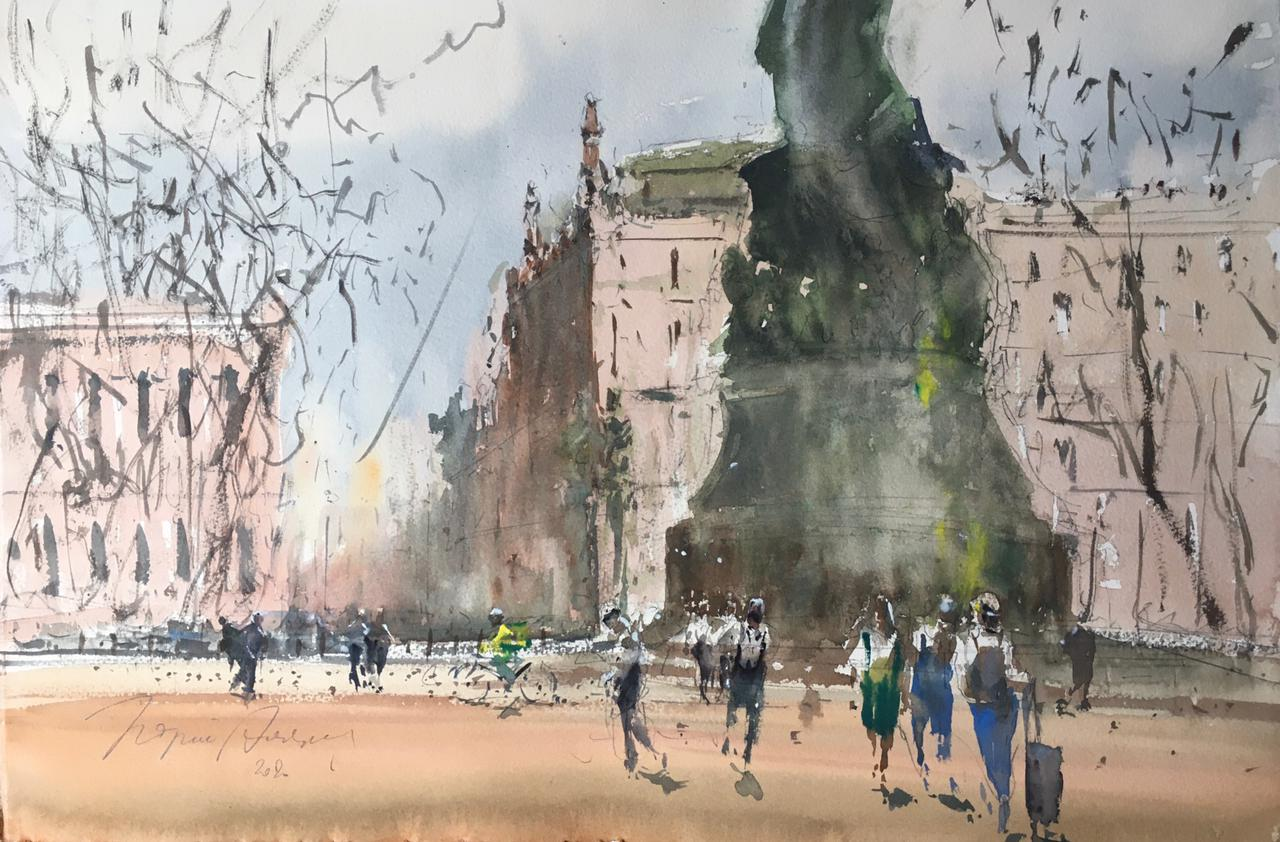
«На Невском» Б/г, 38х54, 2020
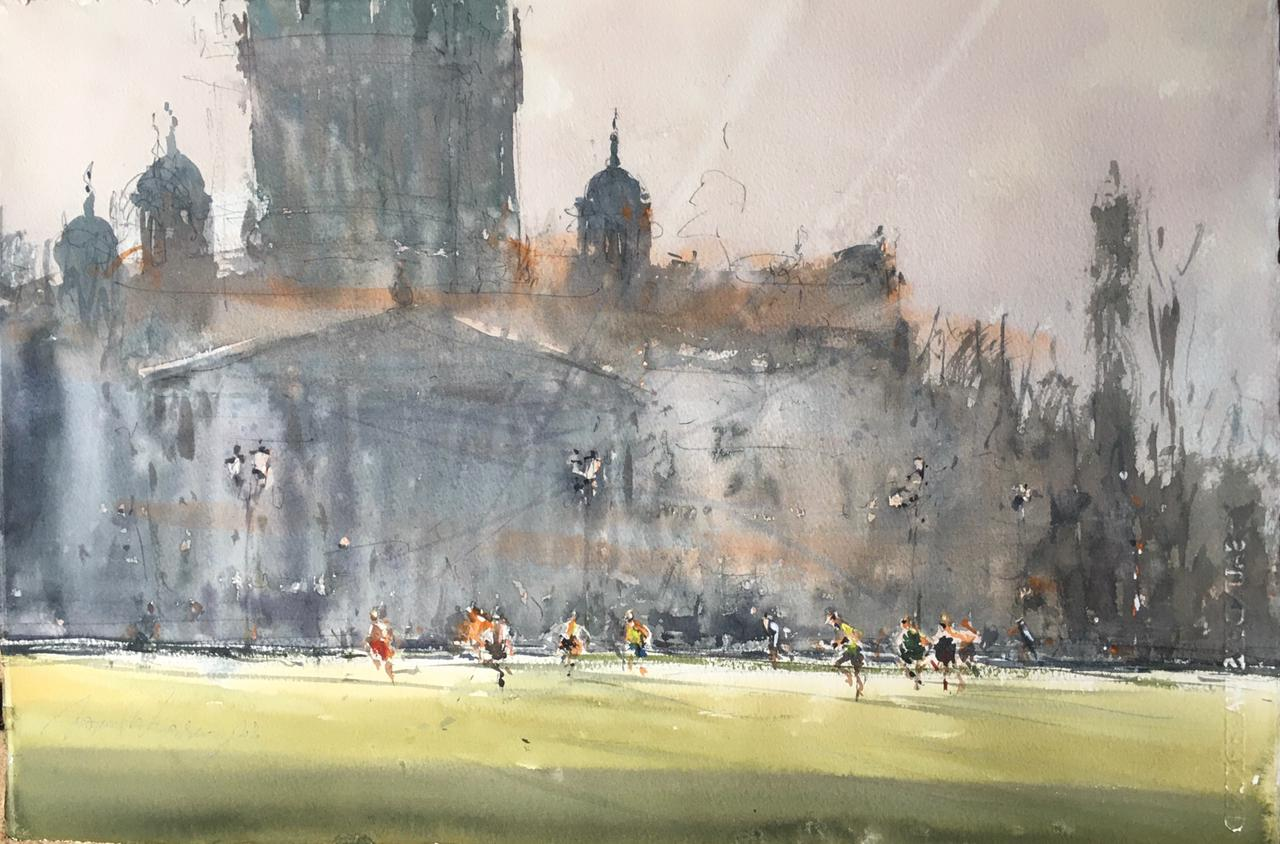
«Футбол у Исаакиевского» Б/г, 38х54, 2020
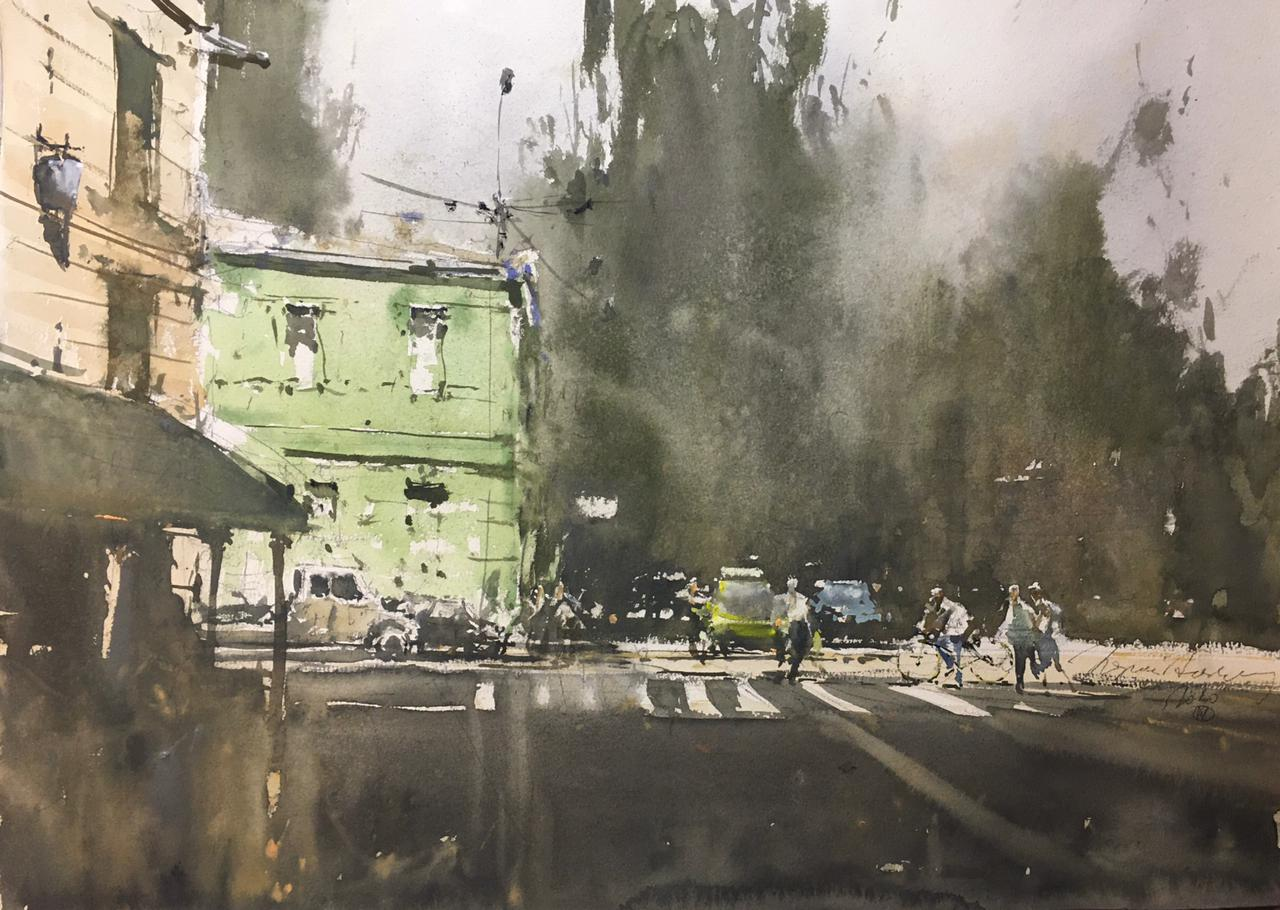
«Таганрогский ритм жизни» Б/г, 38х54, 2020

## Групповые выставки
- 2024 — Международная акварельная выставка "ART,LOVE,LIFE" Sareh Art Gallary, Москва.
- 2024 — Первая международная ежегодная акварельная выставка "ART POINT 2024" Тегеран.
- 2019 — Международный Форум Художников «Qazaqstan. A La Prima». Монумент «Байтерек», Нур-Султан.[9][3]
- 2019 — Фестиваль акварели «UrbinoInAcquarello», Урбино, Италия.
- 2017 — «После Графа». Галерея ZHDANOV, Выставочный зал ТО Союза художников России, Таганрог.[10][11][12]
- 2014 — Арт-Ростов, Ростов-на-Дону.
- 2013 — 4-я Международная Биеннале акварели «Вада + Фарба». Полоцк.[13]
- 2013 — Фестиваль акварели «А la prima». Государственный выставочный зал «На Каширке», Москва.[13]
- 2013 — Арт-Ростов, Ростов-на-Дону.[5][13]
- 2012 — Международная Биеннале акварели, Шанхай.[2][13]